# Ioan Vulpescu
Ioan Vulpescu (n. 17 iunie 1976, Marghita, Bihor, România) este un politician român, deputat din partea Partidului Social Democrat (PSD) începând cu anul 2012 și ministru al culturii în guvernul Ponta (4) între decembrie 2014 și noiembrie 2015, și în guvernul Sorin Grindeanu între ianuarie și iunie 2017.

## Biografie

### Studii
Ionuț Vulpescu a absolvit Facultatea de Teologie Ortodoxă a Universității din București. Are un master în Doctrină și Cultură și un doctorat în Filosofie (Universitatea din București). În martie 2019, teza sa de doctorat în Filosofie face obiectul unei acuzații de plagiat masiv, iar cazul intră în atenția Comisiei de etică la Universitatea București.
În perioada 2000-2004 a fost expert la Departamentul de Cultură — Culte din cadrul Administrației Prezidențiale. Din 2004, a fost consilierul fostului președinte al României Ion Iliescu, în prezent președinte de onoare al PSD. A fost secretar executiv al PSD, desemnat cu strategiile politice. 
Din 2009, de la lansare, Ionuț Vulpescu este vicepreședinte al "Clubului de la București", o fundație înființată în biroul din strada Atena al lui Ion Iliescu de apropiații săi care pierduseră la acel moment partida puterii interne în PSD.

### Guvern
În septembrie 2012, a fost numit, de către premierul Victor Ponta, în funcția de membru al consiliului de conducere al ICR, fiind revocat din funcție la 28 ianuarie 2013, după câștigarea unui mandat de deputat în Parlamentul României la alegerile parlamentare din 9 decembrie 2012 (a fost ales în circumscripția electorală nr. 42 București, colegiul uninominal nr. 13). Este membru al Comisiei pentru cultură, arte și mijloace de informare în masă a Camerei Deputaților.